# BPM (Zeitzeichensender)
BPM ist das Rufzeichen des Kurzwellensenders des nationalen Zeitzeichendienstes der Volksrepublik China. Senderstandort ist Lintong (ein Stadtbezirk von Xi’an) in der Provinz Shaanxi. Betrieben wird er von der Chinesischen Akademie der Wissenschaften.
Er sendet Zeitzeichen auf folgenden Kurzwellenfrequenzen: 2,5 MHz, 5 MHz, 10 MHz und 15 MHz.
Der Vorteil der Kurzwellen ist die gute Reflexion an Ionosphären-Schichten, was dem Zeitsignal eine große, allerdings wechselnde Reichweite gibt.